# Aubeterre-sur-Dronne
Pour l’article homonyme, voir Aubeterre.
Aubeterre-sur-Dronne est une commune du quart sud-ouest de la France, située dans le département de la Charente (région Nouvelle-Aquitaine).
Ses habitants sont appelés les Aubeterriens et les Aubeterriennes.
Elle fait partie de l'association Les Plus Beaux Villages de France.

## Géographie

### Localisation et accès

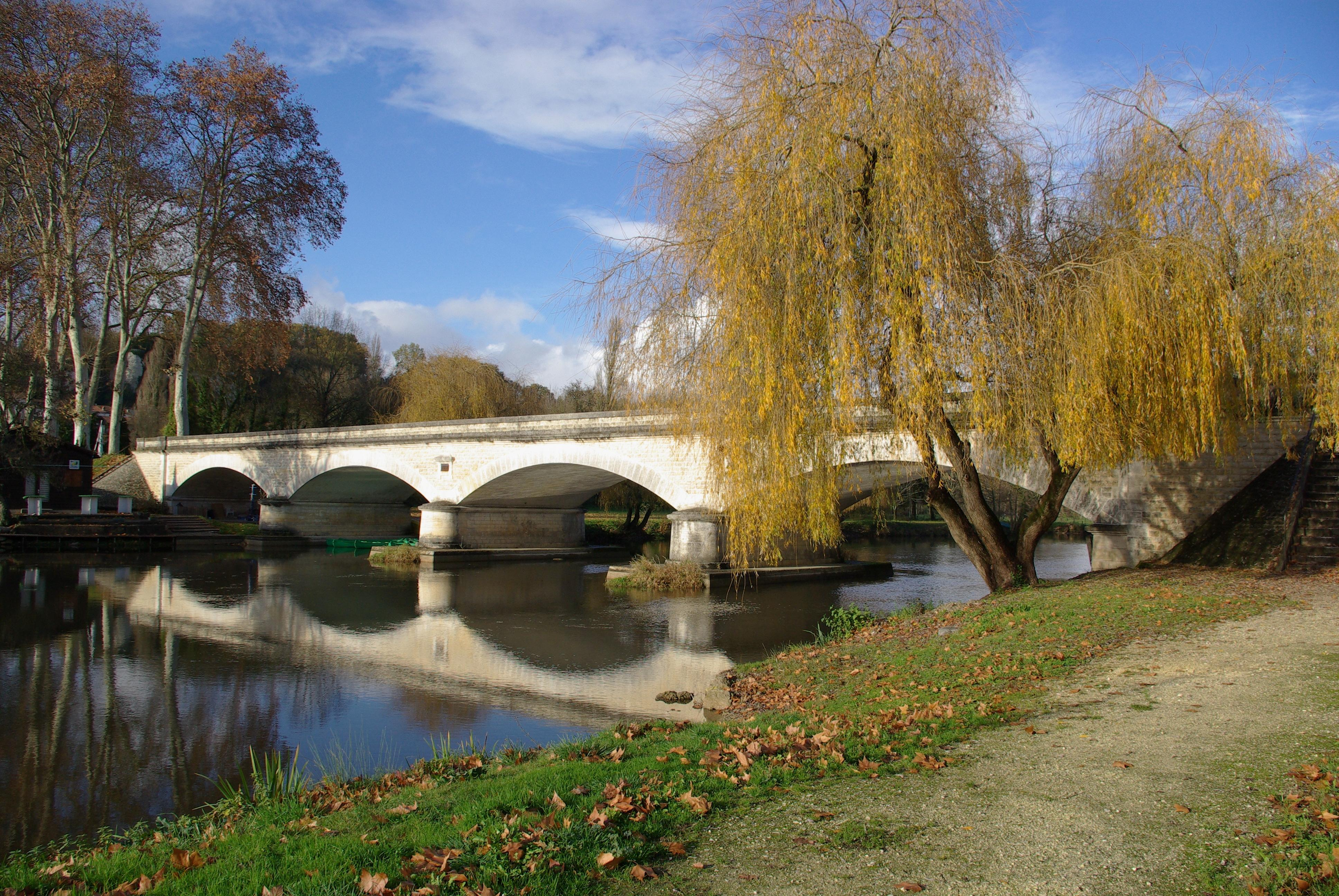
Le pont sur la Dronne.

La commune est située sur la Dronne, à l'extrême sud-est du département de la Charente. Elle est limitrophe du département de la Dordogne.
Chef-lieu de son canton, Aubeterre est à 42 km au sud d'Angoulême, la préfecture. Elle est aussi à 8 km au nord de Saint-Aulaye, 10 km à l'est de Chalais, 13 km à l'ouest de Ribérac, 15 km au sud de Montmoreau, 43 km à l'ouest de Périgueux, 75 km au nord-est de Bordeaux.
La commune est principalement desservie par la D 2 (D 20 en Dordogne), route d'est en ouest, de Chalais à Ribérac, par la D 10 qui va au nord vers Montmoreau, et la D 17 qui va au sud vers Bonnes et Saint-Aulaye. La D 17 va aussi au nord-est vers Laprade et Saint-Séverin.
La commune est relativement petite en surface et le bourg d'Aubeterre s'en trouve dans l'extrémité nord.
La gare la plus proche est celle de Chalais, où des TER circulent entre Angoulême et Bordeaux.

### Hameaux et lieux-dits
Le bourg occupe l'extrémité nord de la commune. La partie sud, entièrement agricole, ne comporte aucun hameau à part quelques fermes : Pont Vieux et la Grange au pied de la ville et près de la Dronne, puis Jean Martin, Baisevigne, et le Poulard.

### Communes limitrophes
Aubeterre-sur-Dronne est limitrophe de quatre autres communes, dont une dans le département de la Dordogne.

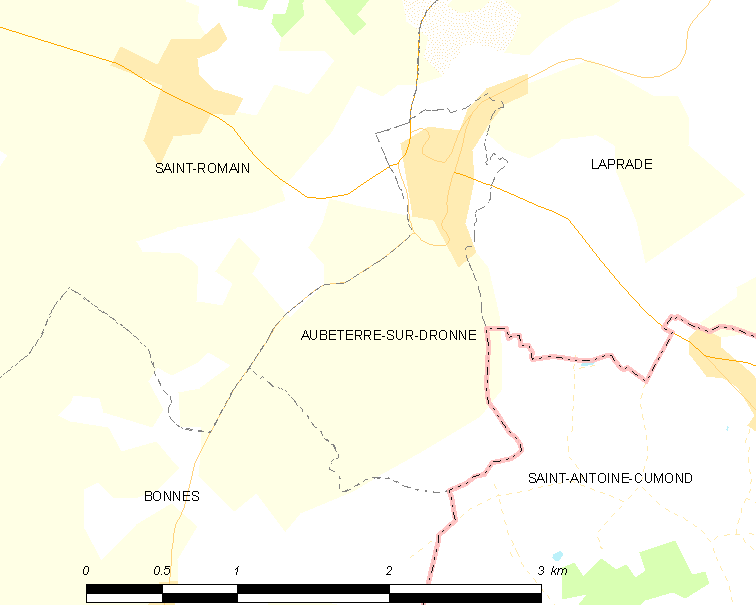
Carte de la commune d'Aubeterre-sur-Dronne et des proches communes.

|              |           | Laprade                             |
| Saint-Romain | Aubeterre |                                     |
|              | Bonnes    | Saint Privat en Périgord (Dordogne) |

### Géologie et relief
La grande partie ouest de la commune est occupée par les coteaux du Campanien (Crétacé supérieur), calcaire crayeux qui occupe une grande partie du Sud Charente. Les sommets au nord du bourg sont couverts de dépôts du Tertiaire, sables argileux et galets. La partie basse de la commune, vallée de la Dronne, est occupée par des alluvions du Quaternaire, dont les plus anciennes se sont accumulées en terrasses, et les plus récentes constituent la partie inondable,,.
Le site d'Aubeterre est celui d'une colline occupant la rive concave d'un méandre de la Dronne et formant un éperon vers le sud.
Le point culminant de la commune est à une altitude de 111 m, situé sur ce plateau près de la limite nord. Le point le plus bas est à 38 m, situé au bord de la Dronne en limite sud. Le bourg s'étage entre la vallée de la Dronne et le sommet de la colline.

### Hydrographie

#### Réseau hydrographique

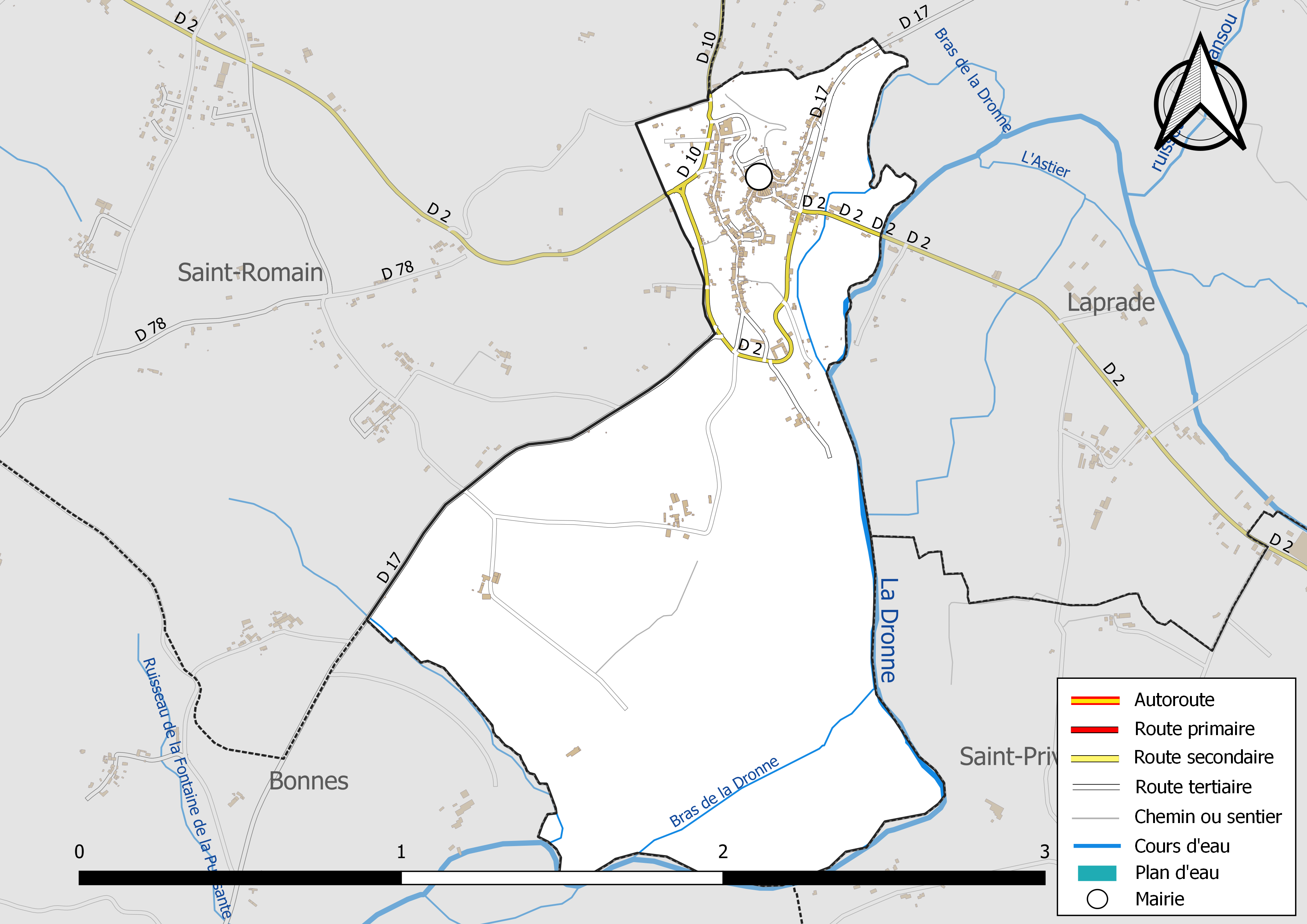
Réseaux hydrographique et routier d'Aubeterre-sur-Dronne.

La commune est située dans  le bassin de la Dordogne au sein  du Bassin Adour-Garonne. Elle est drainée par la Dronne, deux bras de la Dronne et par un petit cours d'eau, qui constituent un réseau hydrographique de 3 km de longueur totale,.
La Dronne, d'une longueur totale de 200,6 km, prend sa source en Haute-Vienne dans la commune de Bussière-Galant et se jette  dans l'Isle — dont elle est le principal affluent — en Gironde à Sablons, après avoir traversé 51 communes. Elle arrose la bordure orientale de la commune. Au sud de la commune, un petit bras de la Dronne s'appelle l'Astier du Poulard.

#### Gestion des cours d'eau
Le territoire communal est couvert par le schéma d'aménagement et de gestion des eaux (SAGE) « Isle - Dronne ». Ce document de planification, dont le territoire regroupe les bassins versants de l'Isle et de la Dronne, d'une superficie de 7 500 km2, a été approuvé le 2 août 2021. La structure porteuse de l'élaboration et de la mise en œuvre est l'établissement public territorial de bassin de la Dordogne (EPIDOR). Il définit sur son territoire les objectifs généraux d’utilisation, de mise en valeur et de protection quantitative et qualitative des ressources en eau superficielle et souterraine, en respect des objectifs de qualité définis dans le troisième SDAGE  du Bassin Adour-Garonne qui couvre la période 2022-2027, approuvé le 10 mars 2022.

### Climat
Comme dans les trois quarts sud et ouest du département, le climat est océanique aquitain, et semblable à celui de la ville de Cognac où est située la station météorologique départementale.
| Mois                              | jan. | fév.  | mars  | avril | mai   | juin  | jui.  | août  | sep.  | oct. | nov. | déc. | année   |
| --------------------------------- | ---- | ----- | ----- | ----- | ----- | ----- | ----- | ----- | ----- | ---- | ---- | ---- | ------- |
| Température minimale moyenne (°C) | 2    | 2,8   | 3,8   | 6,2   | 9,4   | 12,4  | 14,4  | 14    | 12,1  | 8,9  | 4,7  | 2,6  | 7,8     |
| Température moyenne (°C)          | 5,4  | 6,7   | 8,5   | 11,1  | 14,4  | 17,8  | 20,2  | 19,7  | 17,6  | 13,7 | 8,6  | 5,9  | 12,5    |
| Température maximale moyenne (°C) | 8,7  | 10,5  | 13,1  | 15,9  | 19,5  | 23,1  | 26,1  | 25,4  | 23,1  | 18,5 | 12,4 | 9,2  | 17,7    |
| Ensoleillement (h)                | 80   | 103,9 | 153,3 | 184,5 | 204,9 | 239,6 | 276,4 | 248,3 | 199,4 | 159  | 96,8 | 78,8 | 2 024,9 |
| Précipitations (mm)               | 80,4 | 67,3  | 65,9  | 68,3  | 71,6  | 46,6  | 45,1  | 50,2  | 59,2  | 68,6 | 79,8 | 80   | 783,6   |

### Milieux naturels et biodiversité
À Aubeterre-sur-Dronne, la vallée de la Dronne fait partie de la ZNIEFF de type II nommée « Vallées de la Nizonne, de la Tude et de la Dronne en Poitou-Charentes »,.
Vingt-deux espèces déterminantes d'animaux y ont été répertoriées :
- un amphibien : la Rainette verte (Hyla arborea) ;
- un crustacé, l'Écrevisse à pattes blanches (Austropotamobius pallipes) ;
- cinq insectes dont trois lépidoptères : l'Azuré de la sanguisorbe (Phengaris teleius), le Cuivré des marais (Lycaena dispar) et le Fadet des laîches (Coenonympha oedippus) et deux odonates : l'Agrion de Mercure (Coenagrion mercuriale) et la Cordulie à corps fin (Oxygastra curtisii) ;
- sept mammifères : la Loutre d'Europe (Lutra lutra) et le Vison d'Europe (Mustela lutreola), ainsi que cinq chauves-souris : le Murin à moustaches (Myotis mystacinus), l'Oreillard roux (Plecotus auritus), la Pipistrelle de Kuhl (Pipistrellus kuhlii), le Petit rhinolophe (Rhinolophus hipposideros) et la Sérotine commune (Eptesicus serotinus) ;
- quatre oiseaux : l'Alouette lulu (Lullula arborea), le Martin-pêcheur d'Europe (Alcedo atthis), le Milan noir (Milvus migrans) et le Tarier des prés (Saxicola rubetra) ;
- trois poissons : le Chabot commun (Cottus gobio), la Lamproie de Planer (Lampetra planeri) et le Toxostome (Parachondrostoma toxostoma) ;
- un reptile : la Cistude (Emys orbicularis).

Vingt-neuf autres espèces animales (quatre mammifères et vingt-cinq oiseaux) y ont été recensées.

## Urbanisme

### Typologie
Au 1er janvier 2024, Aubeterre-sur-Dronne est catégorisée commune rurale à habitat dispersé, selon la nouvelle grille communale de densité à 7 niveaux définie par l'Insee en 2022.
Elle est située hors unité urbaine et hors attraction des villes,.

### Occupation des sols
L'occupation des sols de la commune, telle qu'elle ressort de la base de données européenne d’occupation biophysique des sols Corine Land Cover (CLC), est marquée par l'importance des territoires agricoles (86,2 % en 2018), une proportion identique à celle de 1990 (86,2 %). La répartition détaillée en 2018 est la suivante : terres arables (63,5 %), prairies (19,5 %), zones urbanisées (13,8 %), zones agricoles hétérogènes (3,2 %). L'évolution de l’occupation des sols de la commune et de ses infrastructures peut être observée sur les différentes représentations cartographiques du territoire : la carte de Cassini (XVIIIe siècle), la carte d'état-major (1820-1866) et les cartes ou photos aériennes de l'IGN pour la période actuelle (1950 à aujourd'hui).

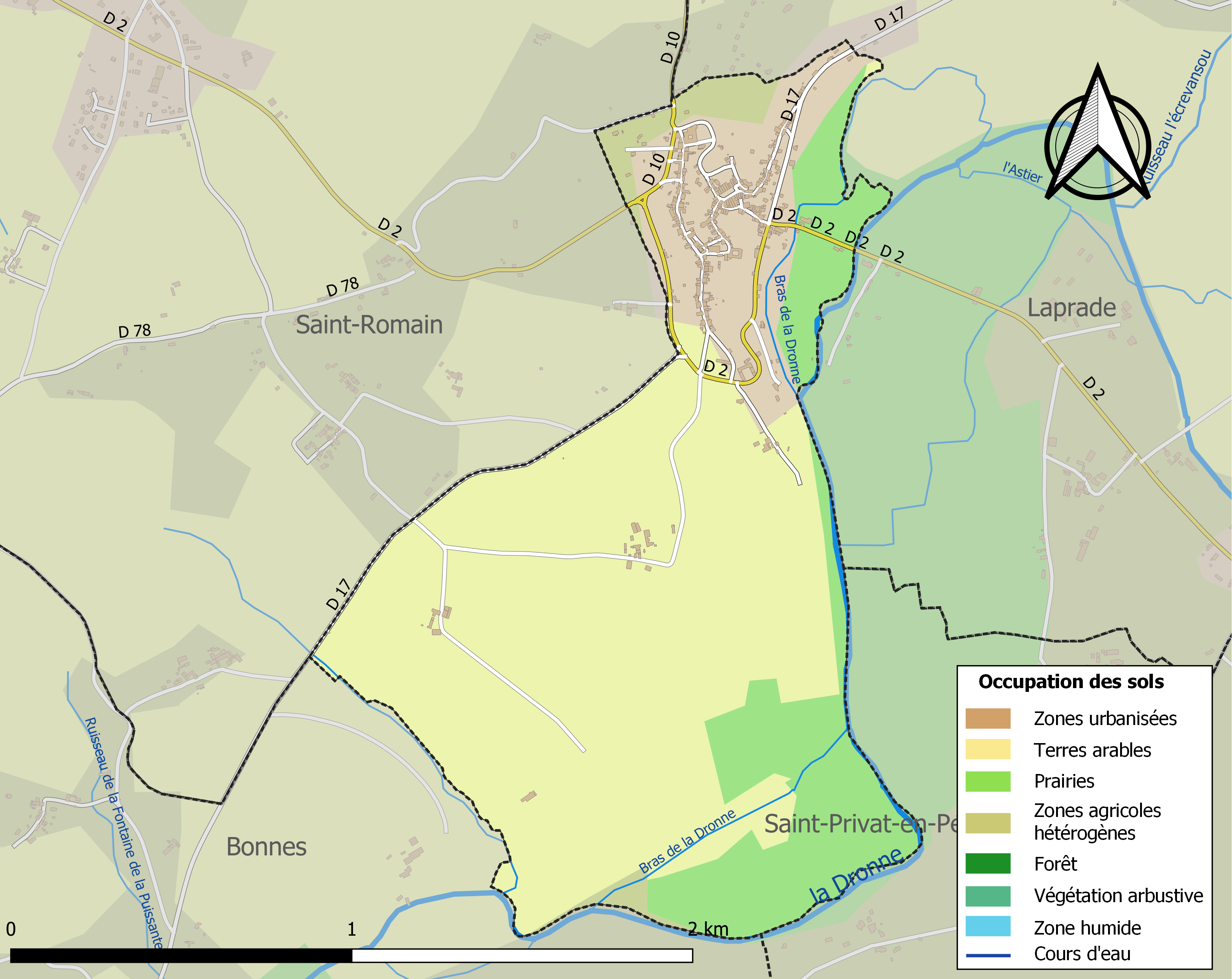
Carte des infrastructures et de l'occupation des sols de la commune en 2018 (CLC).

### Risques majeurs
Le territoire de la commune d'Aubeterre-sur-Dronne est vulnérable à différents aléas naturels : météorologiques (tempête, orage, neige, grand froid, canicule ou sécheresse), inondations, mouvements de terrains et séisme (sismicité faible). Un site publié par le BRGM permet d'évaluer simplement et rapidement les risques d'un bien localisé soit par son adresse soit par le numéro de sa parcelle.
Certaines parties du territoire communal sont susceptibles d’être affectées par le risque d’inondation par ruissellement et coulée de boue, notamment la Dronne. La commune a été reconnue en état de catastrophe naturelle au titre des dommages causés par les inondations et coulées de boue survenues en 1982, 1983, 1986, 1992, 1999, 2009 et 2021,.

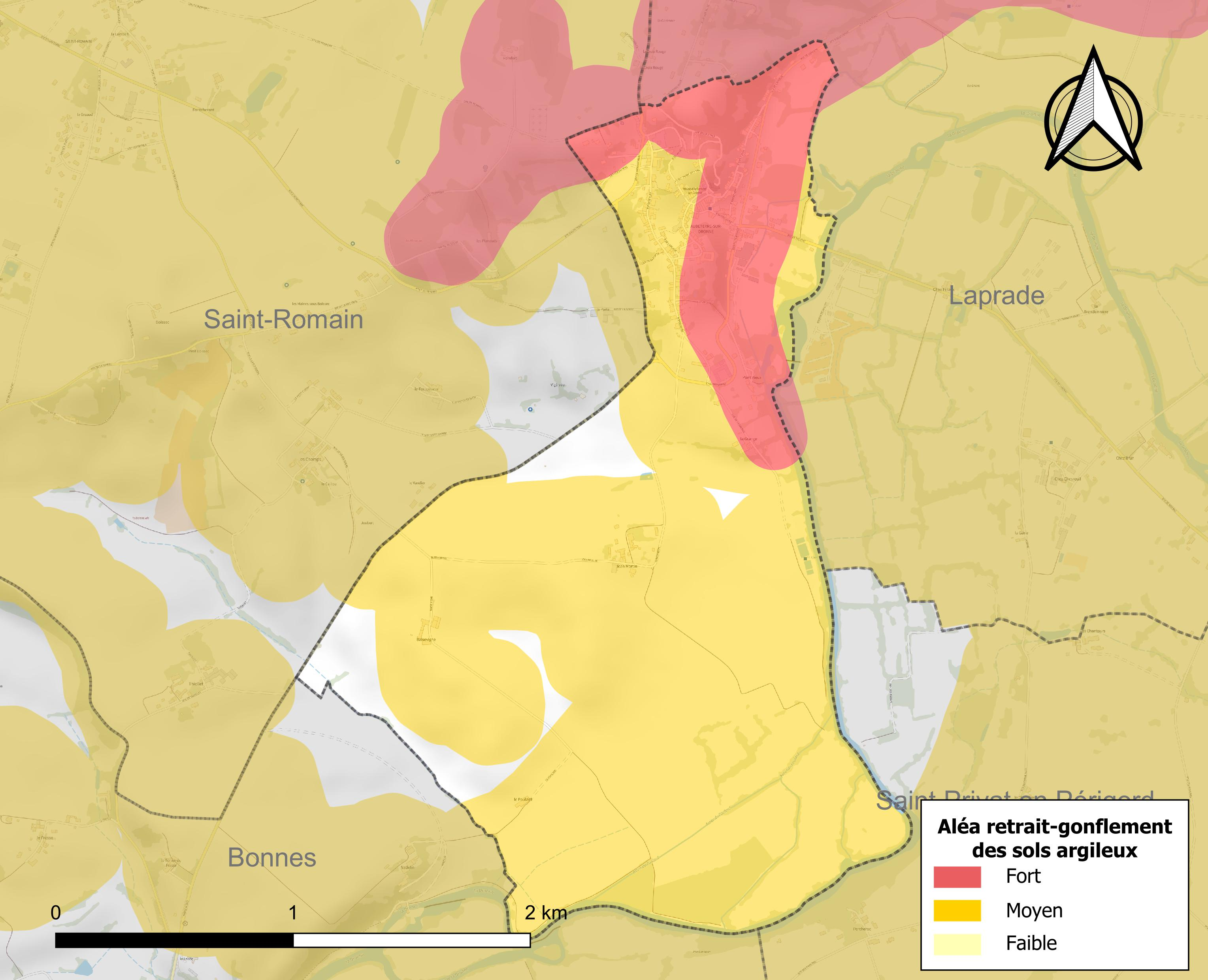
Carte des zones d'aléa retrait-gonflement des sols argileux d'Aubeterre-sur-Dronne.

Les mouvements de terrains susceptibles de se produire sur la commune sont des éboulements, chutes de pierres et de blocs et des glissements de terrain.
Le retrait-gonflement des sols argileux est susceptible d'engendrer des dommages importants aux bâtiments en cas d’alternance de périodes de sécheresse et de pluie. 93,4 % de la superficie communale est en aléa moyen ou fort (67,4 % au niveau départemental et 48,5 % au niveau national). Sur les 243 bâtiments dénombrés sur la commune en 2019, 243 sont en aléa moyen ou fort, soit 100 %, à comparer aux 81 % au niveau départemental et 54 % au niveau national. Une cartographie de l'exposition du territoire national au retrait gonflement des sols argileux est disponible sur le site du BRGM,.
Par ailleurs, afin de mieux appréhender le risque d’affaissement de terrain, l'inventaire national des cavités souterraines permet de localiser celles situées sur la commune.
Concernant les mouvements de terrains, la commune a été reconnue en état de catastrophe naturelle au titre des dommages causés par la sécheresse en 2005 et par des mouvements de terrain en 1999 et 2013.

## Toponymie

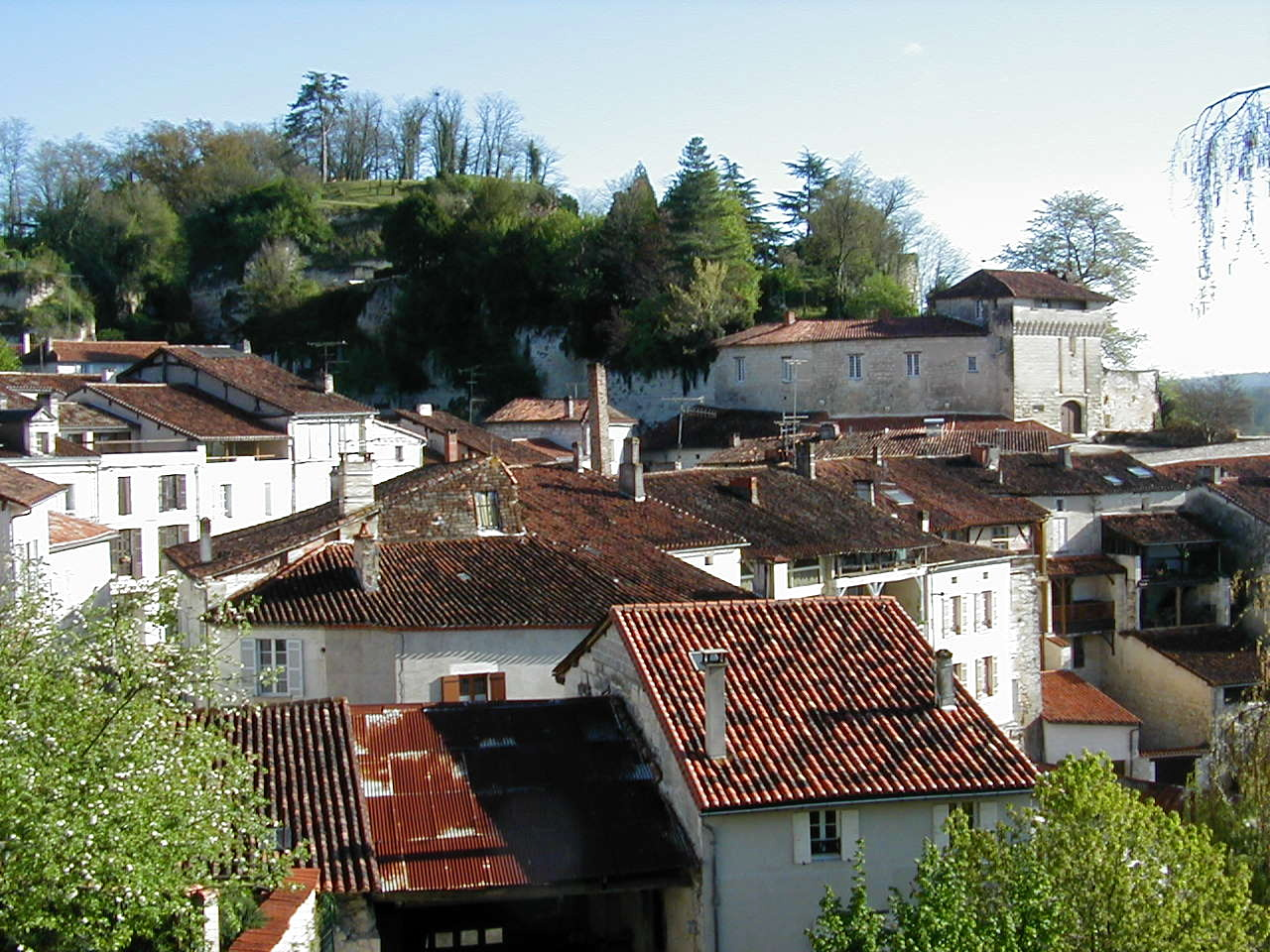
Les falaises calcaires surplombent les toits du village.

Le nom Albaterra se retrouve en 1004.
Alba terra signifie « Blanche terre », car un roc à pic de craie blanche domine le bourg,.
Aubeterre est située dans la partie occitane de la Charente qui en occupe le tiers oriental, et se nomme Aubaterra en dialecte limousin.

## Histoire

### Moyen Âge
La châtellenie d'Aubeterre est connue dès le XIe siècle. Le premier seigneur connu est Géraud, au début de ce siècle. Aimeri d'Aubeterre fut moine à l'abbaye de Saint-Cybard.
Sur la colline, roc à pic de craie blanche, les seigneurs d'Aubeterre édifièrent au XIIe siècle le château au-dessus de l'église monolithe Saint-Jean. Aubeterre était alors une vicomté, qui passa par alliance à la maison de Castillon en la personne de Pierre II.
Au XIIe siècle, Pierre de Castillon, seigneur d'Aubeterre, fait creuser l'église monolithe lors de son retour de croisade.
Principalement aux XIIe et XIIIe siècles, Aubeterre se trouvait sur une variante nord-sud de la via Turonensis, itinéraire du pèlerinage de Saint-Jacques-de-Compostelle qui passait en Charente par Nanteuil-en-Vallée, Verteuil-sur-Charente, Saint-Amant-de-Boixe, Angoulême, Mouthiers, Blanzac, Puypéroux, Montmoreau et Bonnes. Une autre branche venant d'Angoulême passait plus à l'est, par Villebois et Gurat, avant de rejoindre Aubeterre.
En 1246, le seigneur d'Aubeterre a reconnu le comte d'Angoulême comme son suzerain.
En 1278, Pierre V fut dépouillé de la vicomté d'Aubeterre et la reconnut en foi et hommage au comte d'Angoulême. Sa plus jeune fille épousa Pierre Raymond, seigneur d'Ozillac, qui devint ainsi vicomte d'Aubeterre. La famille Raymond conserva Aubeterre pendant tout le XIVe siècle et fut du côté du roi de France contre les Anglais pendant la guerre de Cent Ans.
En septembre 1346, durant la guerre de Cent Ans, le comte de Derby s'empara de la ville.
Le roi d'Angleterre Édouard III confia en 1357 la garde de la ville au seigneur de Mussidan (Auger de Montaut-Mussidan, † 1360, puis son fils Raimond II ou III, † 1406) qui la conserva en 1360 lors du traité de Brétigny qui rétrocédait, entre autres terres, l'Angoumois et le nord de la Saintonge à l'Angleterre, alors que celle-ci possédait toujours le sud de la Saintonge selon le traité de Paris de 1259,. Le vicomte Gardrad Raymond, fils de Pierre Raymond, ne fit allégeance au prince de Galles que le 29 septembre 1363.
En 1366, Aubeterre était une des neuf châtellenies de la sénéchaussée d'Angoumois, dirigée par le sénéchal anglais Henri de La Haye,. Entre 1356 et 1412, la seigneurie d'Aubeterre a changé sept fois de mains entre les Anglais et les Français. Gardrad Raymond, seigneur d'Aubeterre, fut un grand recruteur et chef de bandes des compagnies anglo-gasconnes, avant d'être engagé par Du Guesclin pour aller guerroyer en Espagne en 1366.
La petite-fille de Gardrad Raymond épousa Guy Bouchard, chevalier, et Aubeterre resta aux mains des Bouchard pendant les deux siècles suivants.

### Temps modernes (XVIe–XVIIIesiècle)

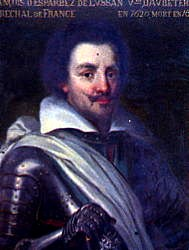
François d'Esparbès de Lussan.

Lorsque arrivèrent les guerres de religion, le vicomte d'Aubeterre, François Bouchard, embrassa avec ardeur le parti protestant. L'assassin du duc de Guise, Poltrot de Méré, aurait été un de ses pages. François Bouchard s'enfuit à Genève avec sa femme et Aubeterre fut prise par le duc d'Anjou. Leur fils David Bouchard, rentrant d'exil de Suisse, fut pris en charge par le vicomte André de Bourdeilles, sénéchal du Périgord et frère aîné de Brantôme, qui lui donna sa fille Renée en mariage en 1579 et le fit venir à la religion catholique. Le jeune vicomte d'Aubeterre mourut en 1593 des suites d'une blessure reçue au siège de Lisle en Périgord par les ligueurs.
Leur fille unique Hippolyte épousa en 1597 François d'Esparbès de Lussan, qui devint vicomte d'Aubeterre. Cet homme remarquable, aux idées protestantes contrairement à son père, fidèle compagnon d'Henri IV avant et après son accession au trône, aida ce dernier à reconquérir son royaume contre la Ligue. Il obtint le gouvernement de la ville de Blaye, en 1612 il fut gouverneur et sénéchal de l'Agenais et du Condomois et fut maréchal de France en 1620.
Il reconstruisit le château (pavillon renfermant la chapelle, bretèches, tour ronde), et fit ériger Aubeterre en marquisat. Après de nombreux services à la France, il mourut en janvier 1628 dans son château.
Il avait 12 enfants dont sept garçons. La succession donna lieu à un long procès, qui se termina en 1650 par un arrêté du parlement de Paris, qui stipula que tous les biens seraient partagés entre les deux fils aînés. La branche aînée, dont descendra Joseph-Henri Bouchard d'Esparbès, conserva le titre de marquis d'Aubeterre. Le fils cadet prit le titre de comte d'Aubeterre et vécut au château de Bonnes.
Au XVIIIe siècle, la juridiction d'Aubeterre s'étendait sur 19 paroisses et 40 fiefs. Le chapitre collégial dépendait du diocèse de Périgueux, et l'église protestante du colloque d'Angoumois.

### Époque contemporaine
Au début du XXe siècle, la commune d'Aubeterre était aussi desservie par la ligne ferroviaire de Parcoul à Ribérac par une gare.

## Politique et administration

### Liste des maires

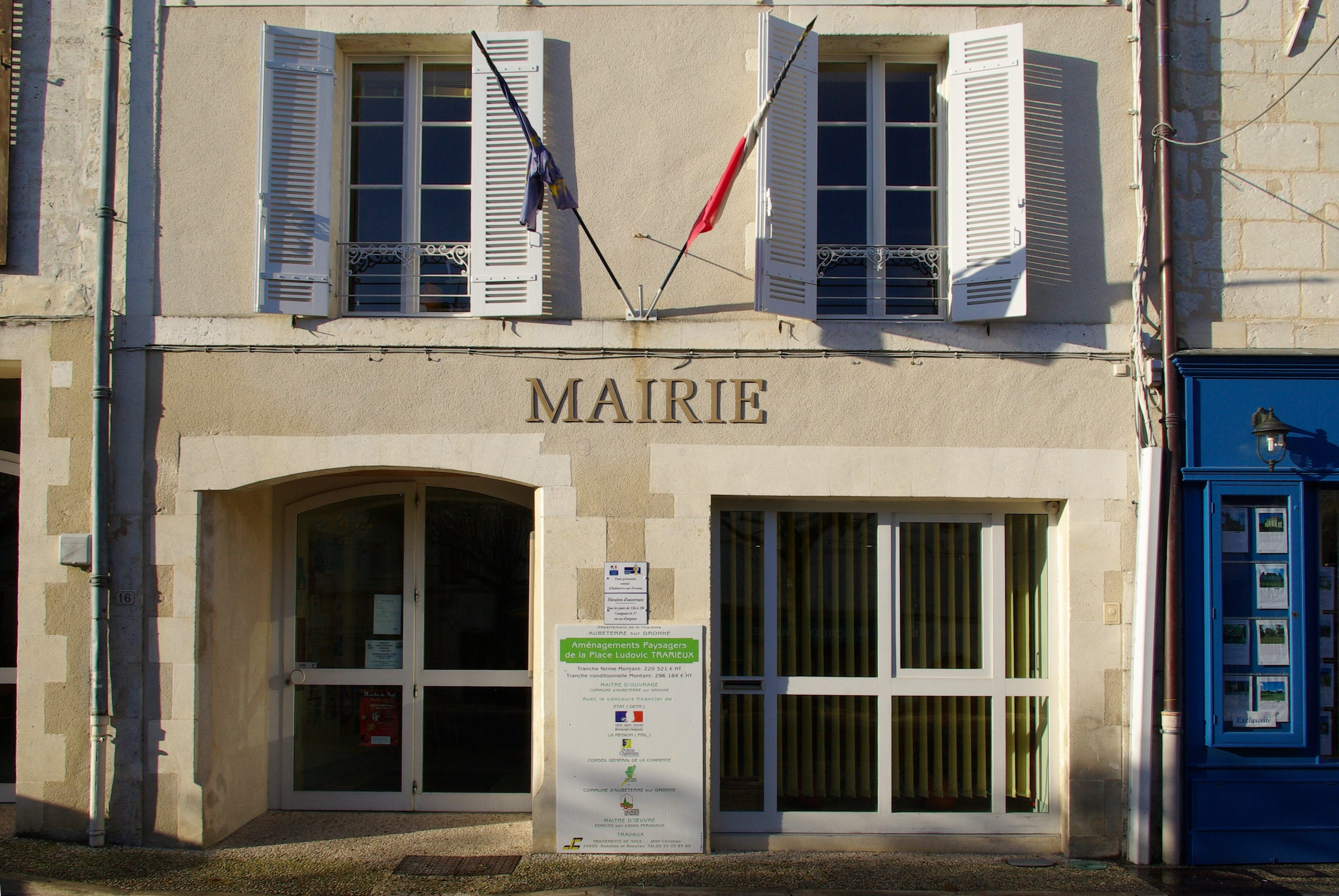
La mairie.

| Période                                  | Période  | Identité        | Étiquette | Qualité  |
| ---------------------------------------- | -------- | --------------- | --------- | -------- |
| Les données manquantes sont à compléter. |          |                 |           |          |
|                                          |          |                 |           |          |
| 2004                                     | mai 2020 | Jacques Mercier | SE        | Retraité |
| mai 2020                                 | En cours | Charles Audoin  |           |          |

### Politique environnementale
Dans son palmarès 2024, le Conseil national de villes et villages fleuris de France a attribué une fleur à la commune.

## Démographie

### Évolution démographique
L'évolution du nombre d'habitants est connue à travers les recensements de la population effectués dans la commune depuis 1793. Pour les communes de moins de 10 000 habitants, une enquête de recensement portant sur toute la population est réalisée tous les cinq ans, les populations de référence des années intermédiaires étant quant à elles estimées par interpolation ou extrapolation. Pour la commune, le premier recensement exhaustif entrant dans le cadre du nouveau dispositif a été réalisé en 2005.

En 2022, la commune comptait 318 habitants, en évolution de −18,46 % par rapport à 2016 (Charente : −0,48 %, France hors Mayotte : +2,11 %).
| 1793 | 1800 | 1806 | 1821 | 1831 | 1841 | 1846 | 1851 | 1856 |
| ---- | ---- | ---- | ---- | ---- | ---- | ---- | ---- | ---- |
| 699  | 775  | 753  | 725  | 763  | 672  | 768  | 714  | 723  |

| 1861 | 1866 | 1872 | 1876 | 1881 | 1886 | 1891 | 1896 | 1901 |
| ---- | ---- | ---- | ---- | ---- | ---- | ---- | ---- | ---- |
| 699  | 704  | 731  | 751  | 765  | 848  | 772  | 705  | 714  |

| 1906 | 1911 | 1921 | 1926 | 1931 | 1936 | 1946 | 1954 | 1962 |
| ---- | ---- | ---- | ---- | ---- | ---- | ---- | ---- | ---- |
| 624  | 635  | 547  | 530  | 509  | 508  | 529  | 489  | 446  |

| 1968 | 1975 | 1982 | 1990 | 1999 | 2005 | 2006 | 2010 | 2015 |
| ---- | ---- | ---- | ---- | ---- | ---- | ---- | ---- | ---- |
| 449  | 419  | 398  | 388  | 365  | 412  | 418  | 418  | 391  |

| 2020 | 2022 | - | - | - | - | - | - | - |
| ---- | ---- | - | - | - | - | - | - | - |
| 329  | 318  | - | - | - | - | - | - | - |

### Pyramide des âges
La population de la commune est relativement âgée.
En 2018, le taux de personnes d'un âge inférieur à 30 ans s'élève à 13,5 %, soit en dessous de la moyenne départementale (30,2 %). À l'inverse, le taux de personnes d'âge supérieur à 60 ans est de 60 % la même année, alors qu'il est de 32,3 % au niveau départemental.
En 2018, la commune comptait 166 hommes pour 198 femmes, soit un taux de 54,4 % de femmes, largement supérieur au taux départemental (51,59 %).
Les pyramides des âges de la commune et du département s'établissent comme suit.
| Hommes | Classe d’âge | Femmes |
| ------ | ------------ | ------ |
| 5,1    | 90 ou +      | 14,6   |
| 18,4   | 75-89 ans    | 26,9   |
| 28,6   | 60-74 ans    | 25,0   |
| 19,9   | 45-59 ans    | 19,0   |
| 11,0   | 30-44 ans    | 4,0    |
| 8,9    | 15-29 ans    | 5,8    |
| 8,2    | 0-14 ans     | 4,6    |

| Hommes | Classe d’âge | Femmes |
| ------ | ------------ | ------ |
| 1      | 90 ou +      | 2,7    |
| 9,2    | 75-89 ans    | 12     |
| 20,6   | 60-74 ans    | 21,3   |
| 20,7   | 45-59 ans    | 20,3   |
| 16,8   | 30-44 ans    | 16     |
| 15,6   | 15-29 ans    | 13,4   |
| 16,1   | 0-14 ans     | 14,3   |

### Remarques
Aubeterre a la particularité d'être le chef-lieu de canton le moins peuplé de tout le département de la Charente.

## Économie

### Agriculture
La commune fait partie de l'aire d'origine contrôlée du Cognac « Bons Bois » et de l'AOC/AOP Noix du Périgord.

## Équipements, services et vie locale

### Enseignement
L'école est un regroupement pédagogique intercommunal entre Aubeterre, Bonnes et Laprade. Aubeterre accueille l'école primaire, et Bonnes et Laprade les écoles élémentaires.

### Télévision
À partir de 2010, le tournage de la série télévisée La Nouvelle Maud se déroule à Aubeterre. L'actrice Emma Colberti y tient le premier rôle et Gérard Rinaldi y joue peu avant sa disparition. La série s'arrête au bout de deux saisons faute d'obtenir des audiences suffisantes même si la chaine de télévision France 3 qui diffusait ce programme déclare ne pas remettre en cause la qualité des épisodes produits.

## Culture locale et patrimoine

### Lieux et monuments

#### Patrimoine religieux

##### Église monolithe

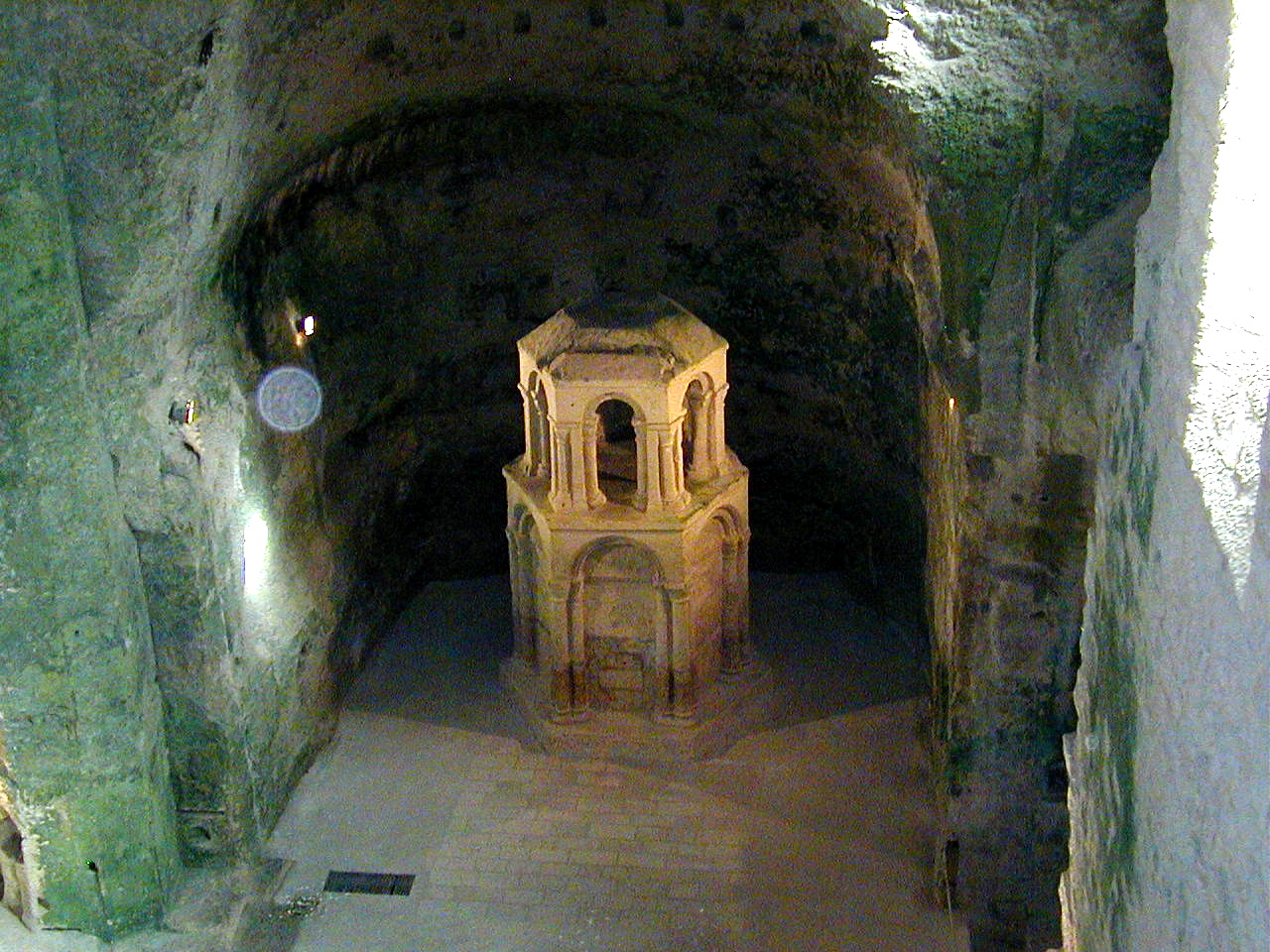
L'église souterraine Saint-Jean et son imposant reliquaire.

L'église monolithe Saint-Jean est une église souterraine, creusée dans une falaise dominant la Dronne à partir du VIIe siècle et considérablement agrandie au XIIe siècle par une communauté de moines bénédictins. La nef, aux voûtes taillées en plein cintre, s'élève à près de 20 mètres. À environ 15 mètres, elle est bordée sur trois de ses côtés par une galerie, sorte de triforium, à laquelle on accède par un escalier taillé dans le roc. Une série de grandes arcades et de colonnes massives (passant d'un plan octogonal à la base à un plan carré au sommet) marquent la séparation avec un bas-côté.
Cette église rupestre abrite un ensemble unique comprenant un imposant reliquaire en pierre (6 mètres de hauteur), joyau de l'art roman, une fosse à reliques, une cuve baptismale paléochrétienne ornée d'une croix grecque et une crypte. La chapelle primitive, creusée au VIIe siècle, renferme près de 80 sarcophages médiévaux. Ces tombeaux ont été découverts entre 1958 et 1961. Des inhumations furent pratiquées dans la nef jusqu'en 1865, avant que cette pratique ne soit proscrite pour des raisons de salubrité publique.

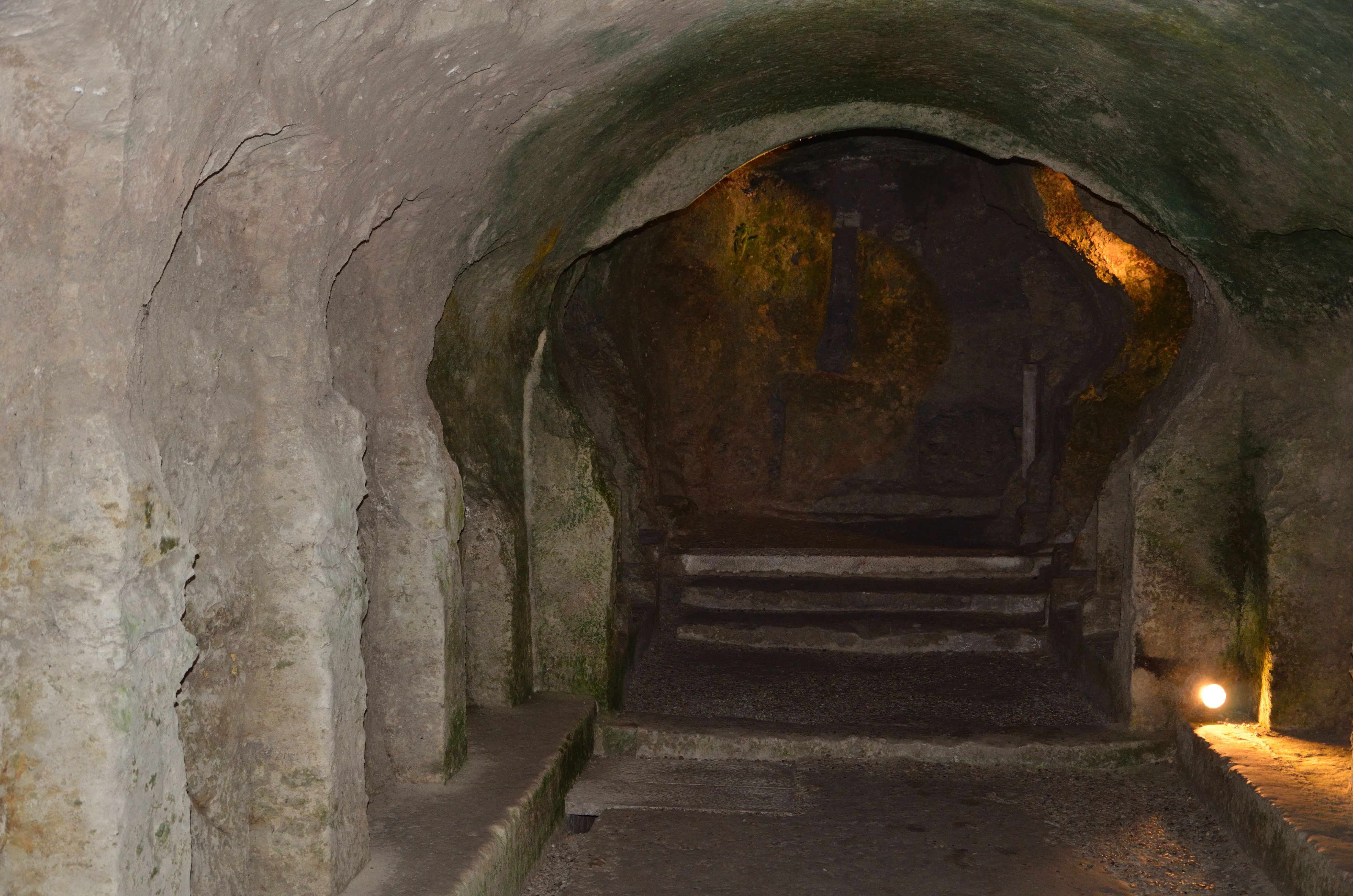
Crypte de l'église Saint-Jean au fond de laquelle l'on peut deviner une image.

L'église Saint-Jean est une des principales églises monolithes de France. Elle a deux « sœurs » dans la région : l'église monolithe de Saint-Émilion et la chapelle de l'ermitage Saint-Martial de Mortagne-sur-Gironde. Elle est classée monument historique depuis le 3 septembre 1912.

##### Église Saint-Jacques

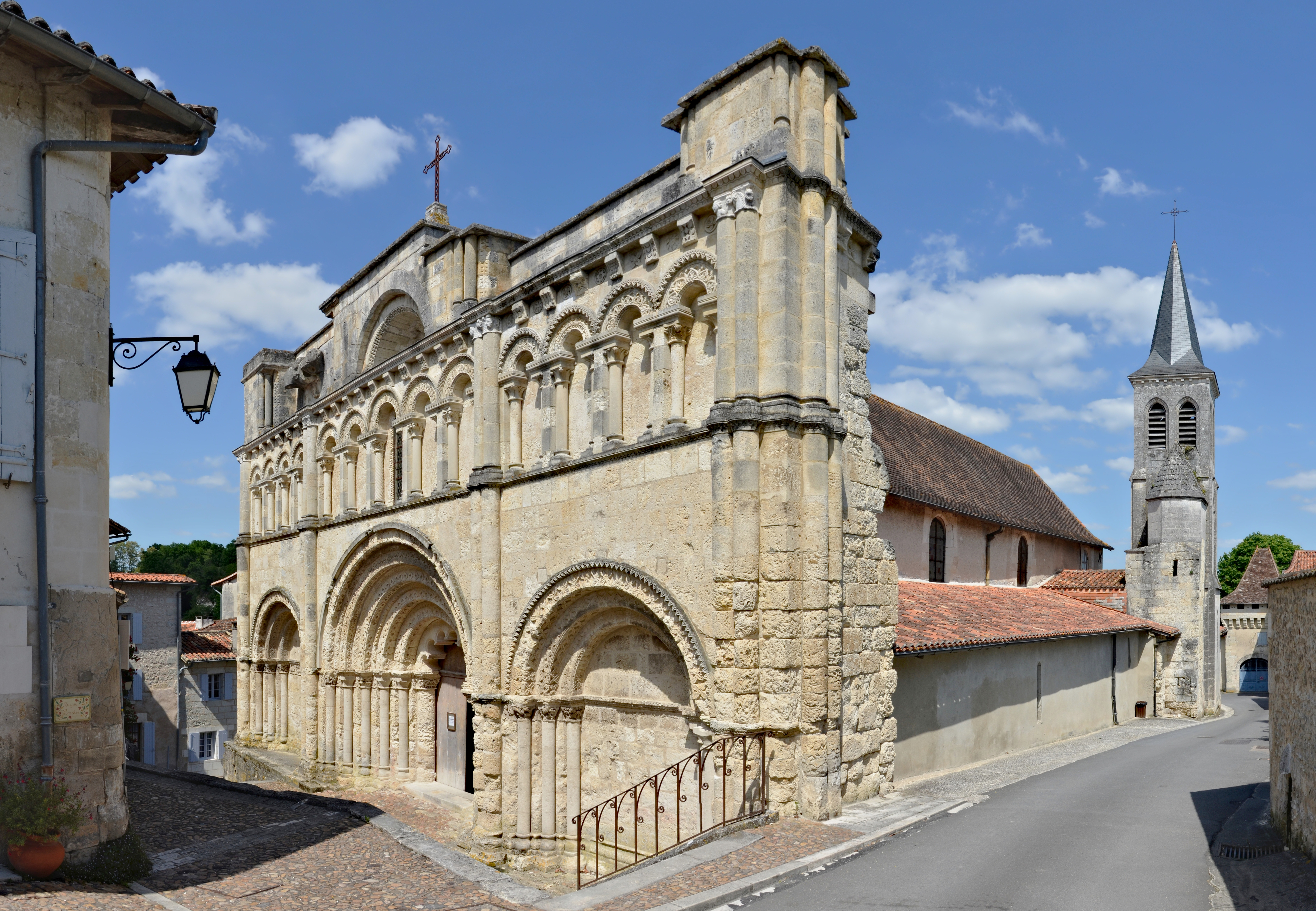
Vue extérieure de l'église Saint-Jacques.

L'église Saint-Jacques, sérieusement endommagée durant les guerres de religion (13 et 14 mai 1562) est presque entièrement reconstruite à partir de 1710. Elle conserve néanmoins une imposante façade de style roman saintongeais, datée du XIIe siècle et classée monument historique depuis 1862. Longue de 18,40 mètres pour une hauteur de 12 mètres, elle est divisée en trois registres horizontaux et verticaux, rythmés par de grandes arcades et des entre-colonnements.
Le portail, dont un arc polylobé trahit des influences hispano-mauresques, comprend cinq voussures ornées de motifs géométriques. Les parties supérieures comprennent un zodiaque, une arcature romane (ayant sans doute reçu des statues des douze apôtres, aujourd'hui disparues) et quelques représentations symboliques (coquilles Saint-Jacques) d'une étape sur le chemin de Saint-Jacques de Compostelle.
L'intérieur de l'église, d'une grande sobriété, est divisé en trois vaisseaux, l'ensemble étant couvert d'une charpente apparente. Le chevet plat est percé d'une grande baie où a été posé un vitrail moderne en 1970. Le bas-côté sud abrite une Vierge à l'enfant du XVIe siècle.

#### Patrimoine civil

##### Le château

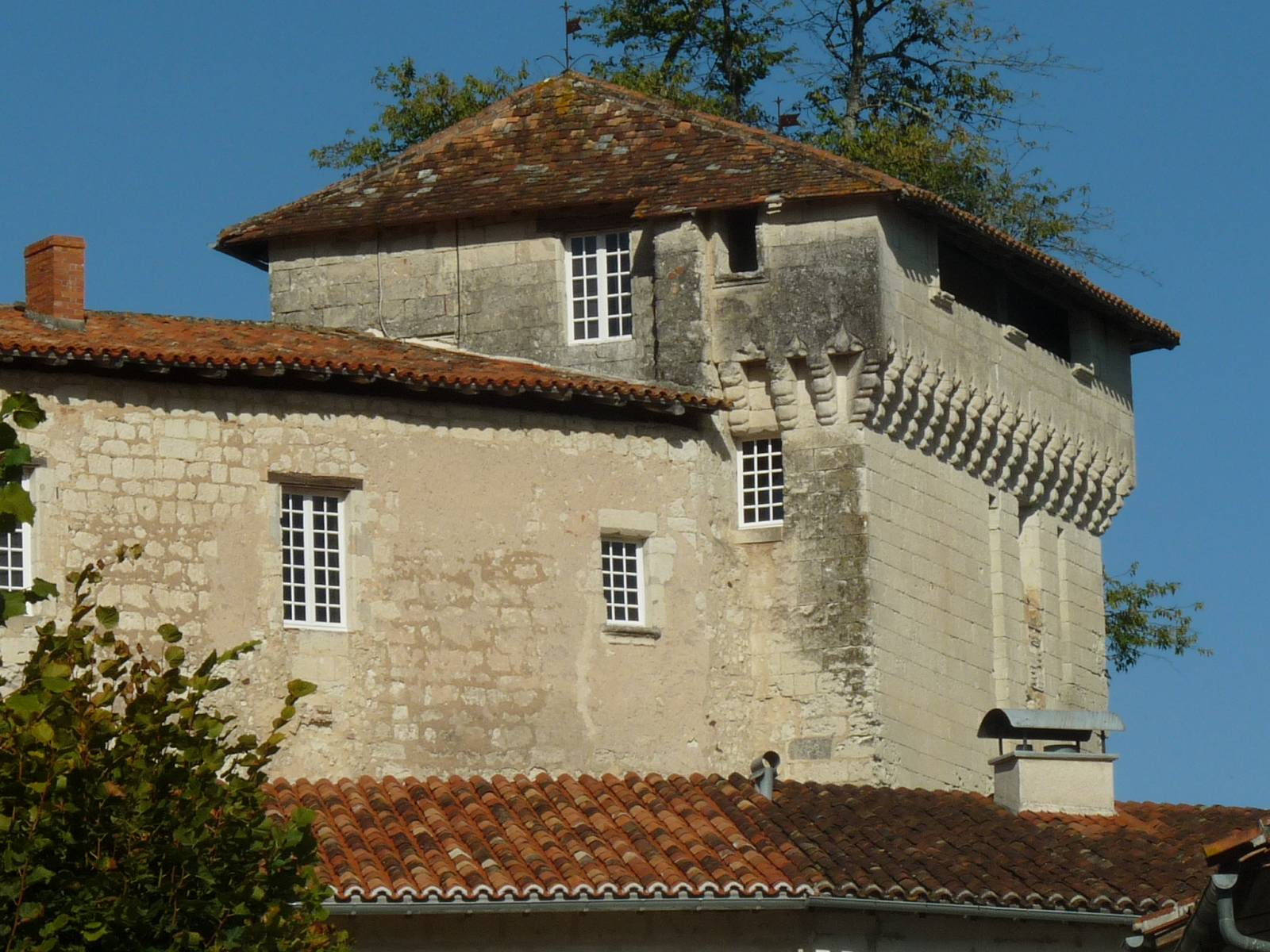
Le châtelet d'entrée du château.

Édifié sur un promontoire rocheux, contrôlant la vallée de la Dronne et au point de rencontre de trois provinces (Angoumois, Saintonge et Périgord), le château d'Aubeterre est mentionné dans des écrits dès 1004. Convoité durant la guerre de Cent Ans en raison de sa position stratégique, il change de mains à plusieurs reprises. Lorsque le conflit se termine en 1453, il passe à François Bouchard, baron d'Aubeterre, qui reconstitue patiemment sa seigneurie et défend ses prérogatives face aux autorités religieuses et aux comtes d'Angoulême. Au XVIIe siècle, il est propriété de François d'Esparbes de Lussan, maréchal de France.
Le principal vestige du château d'Aubeterre est le châtelet d'entrée, tour rectangulaire d'aspect massif reconstruite au XVIe siècle. Il conserve une disposition propre aux constructions médiévales, notamment des mâchicoulis et deux rainures verticales de part et d'autre du portail, ultimes témoignages d'un ancien pont-levis. L'ensemble est complété par des restes de quatre tours circulaires, une partie de l'enceinte défensive, un petit corps de logis, une chapelle Renaissance et quelques communes établis sur une ancienne courtine. Ces vestiges ont été inscrits à l'inventaire supplémentaire des monuments historiques le 1er mars 1973.

##### Autres monuments
La petite cité conserve encore plusieurs couvents, un ancien hospice, quelques fortifications éparses et un certain nombre de maisons anciennes, accrochées au relief.
Le couvent des Minimes, fondé en 1617, est aujourd'hui une maison de retraite. Sa chapelle (ouverte au public) mêle éléments d'architecture classiques et gothiques tardifs. L'attention est retenue par un retable en pierre monumental, où sont représentés notamment des anges tenant entre leurs mains des soleils. Le cloître jouxtant la chapelle, aux lignes pures et sobres, s'inspire de celui du couvent des Minimes de Blaye. L'ensemble est inscrit à l'inventaire supplémentaire des monuments historiques depuis le 29 août 1991,.
Le couvent des Clarisses, fondé en 1620, est aujourd'hui une propriété privée. Il conserve un portail d'aspect militaire, avec mâchicoulis et chemin de ronde. L'ancien hospice Saint-François, qui date pour l'essentiel du XIVe siècle, fut édifié afin de porter secours aux pèlerins, malades et indigents.
La place Merkès-Merval doit son nom à deux grandes vedettes de l'art lyrique des années 1940 à 1990, Marcel Merkès et Paulette Merval. Cette petite place d'aspect pittoresque est connue pour ses nombreuses maisons traditionnelles dotées de balcons en bois « à l'espagnole », qui s'accrochent aux parois de la falaise. Au centre se trouve un ancien lavoir. Un passage voûté conduit à la place Trarieux, du nom de Ludovic Trarieux, fondateur de la Ligue française pour la défense des droits de l'homme et du citoyen, natif d'Aubeterre. Cette petite esplanade est bordée de maisons anciennes ainsi que d'un immeuble d'aspect cossu, abritant dans une niche une statue du Sacré-Cœur de Jésus.
La tour des Apôtres (ou tour Henri-IV) : c'est dans cette tour qu'Henri de Navarre aurait dormi la veille de la bataille de Coutras.

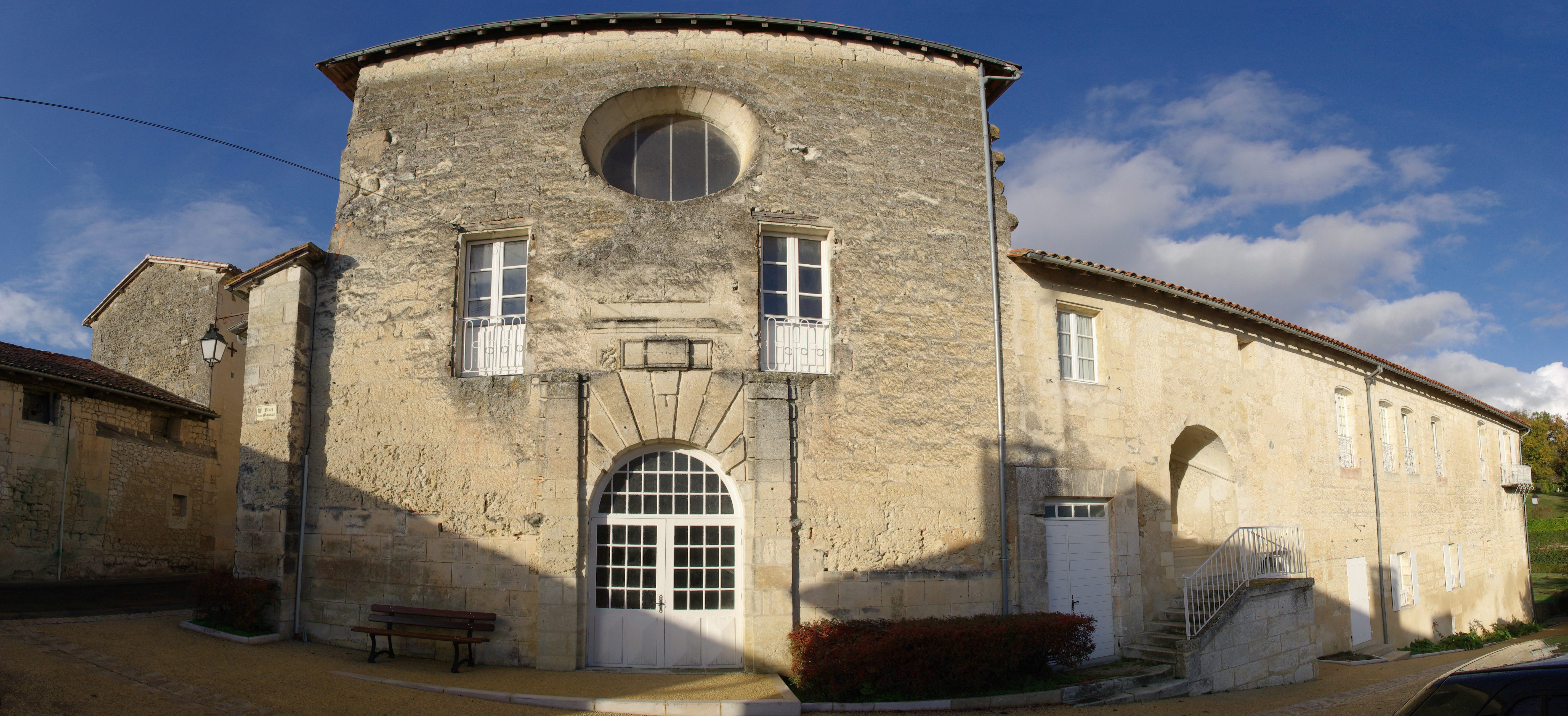
L'ancien couvent des Minimes.
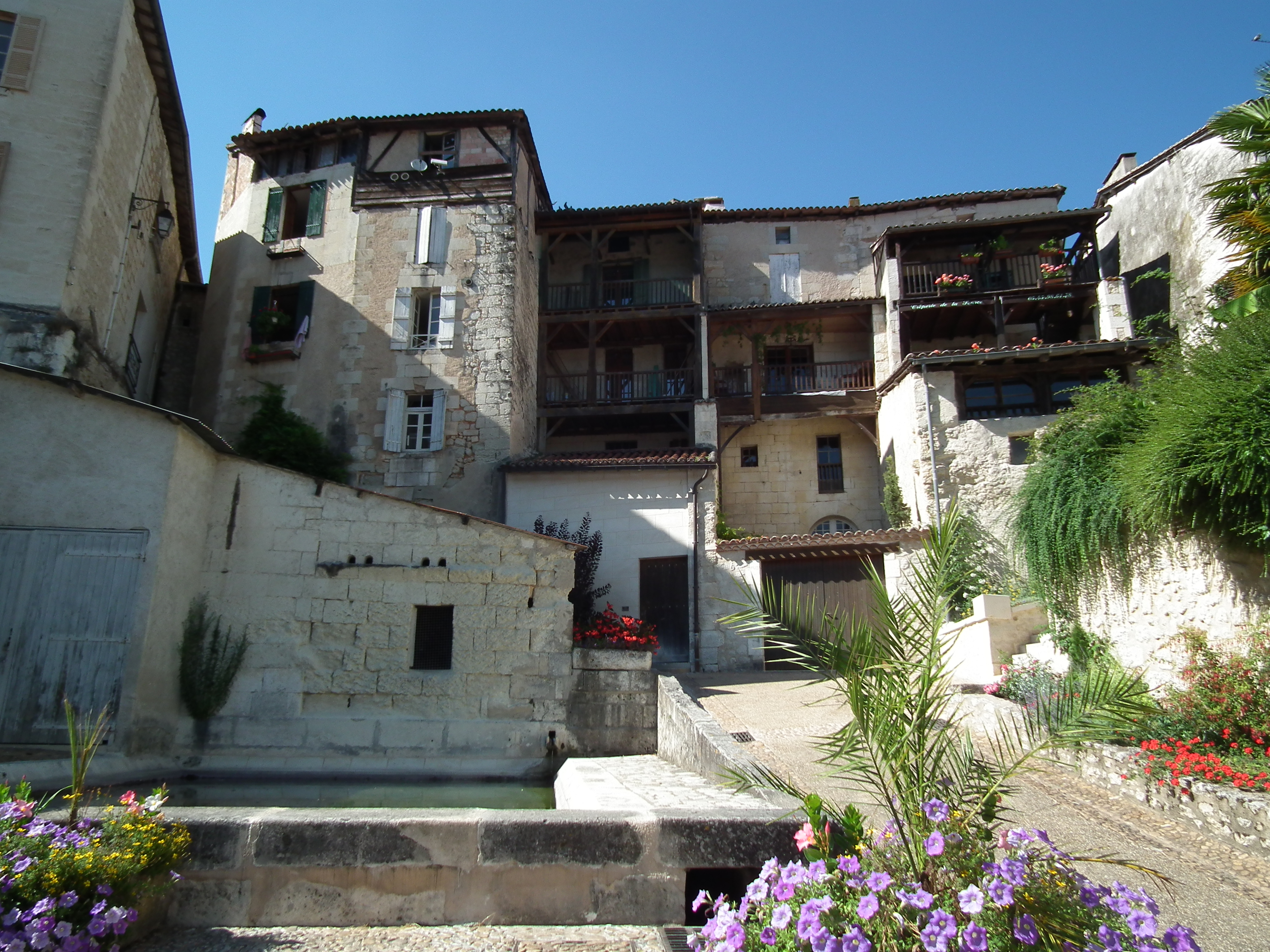
Maisons dotées de balcons « à l'espagnole », place Merkès-Merval.
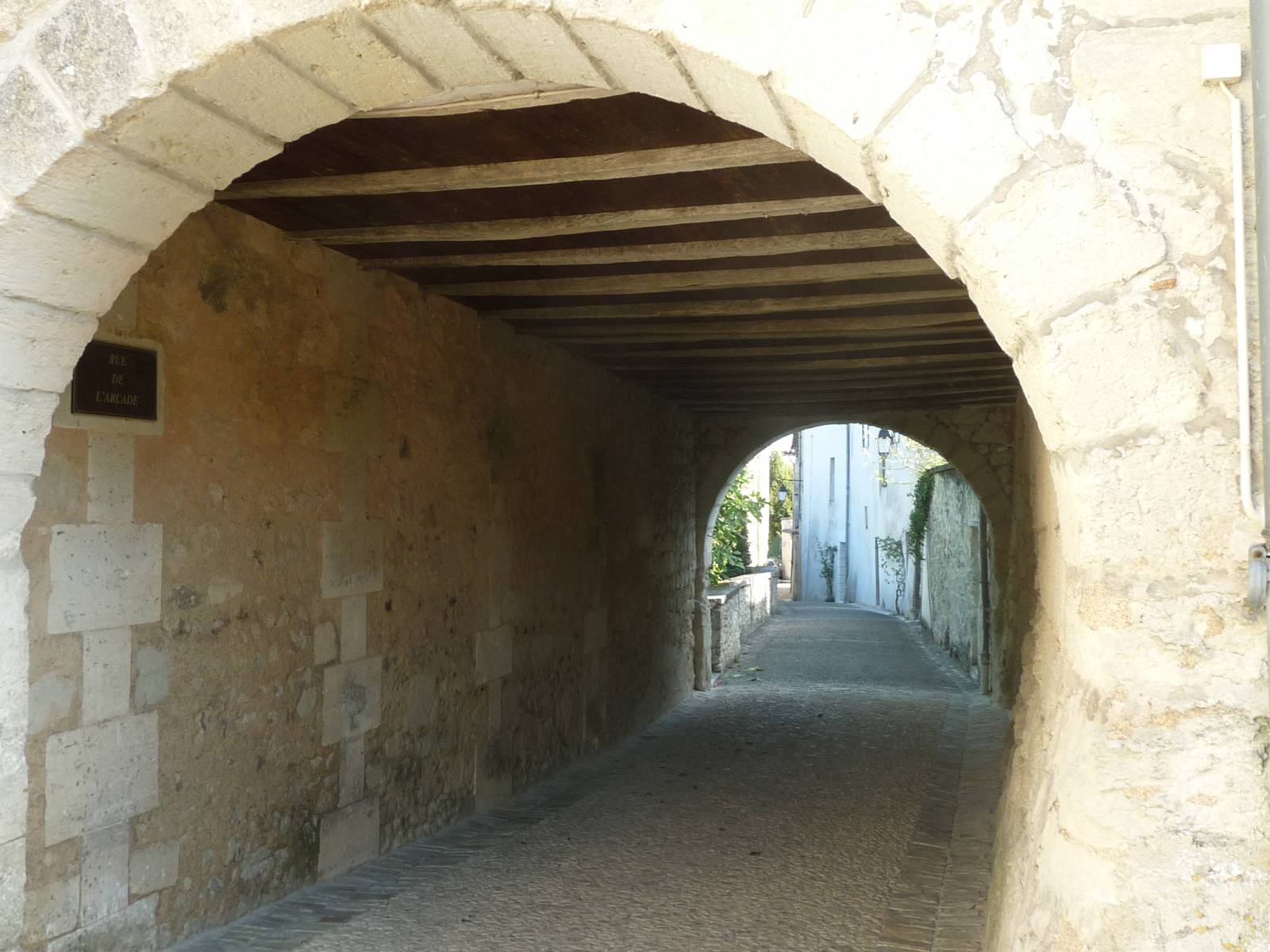
Passage voûté.
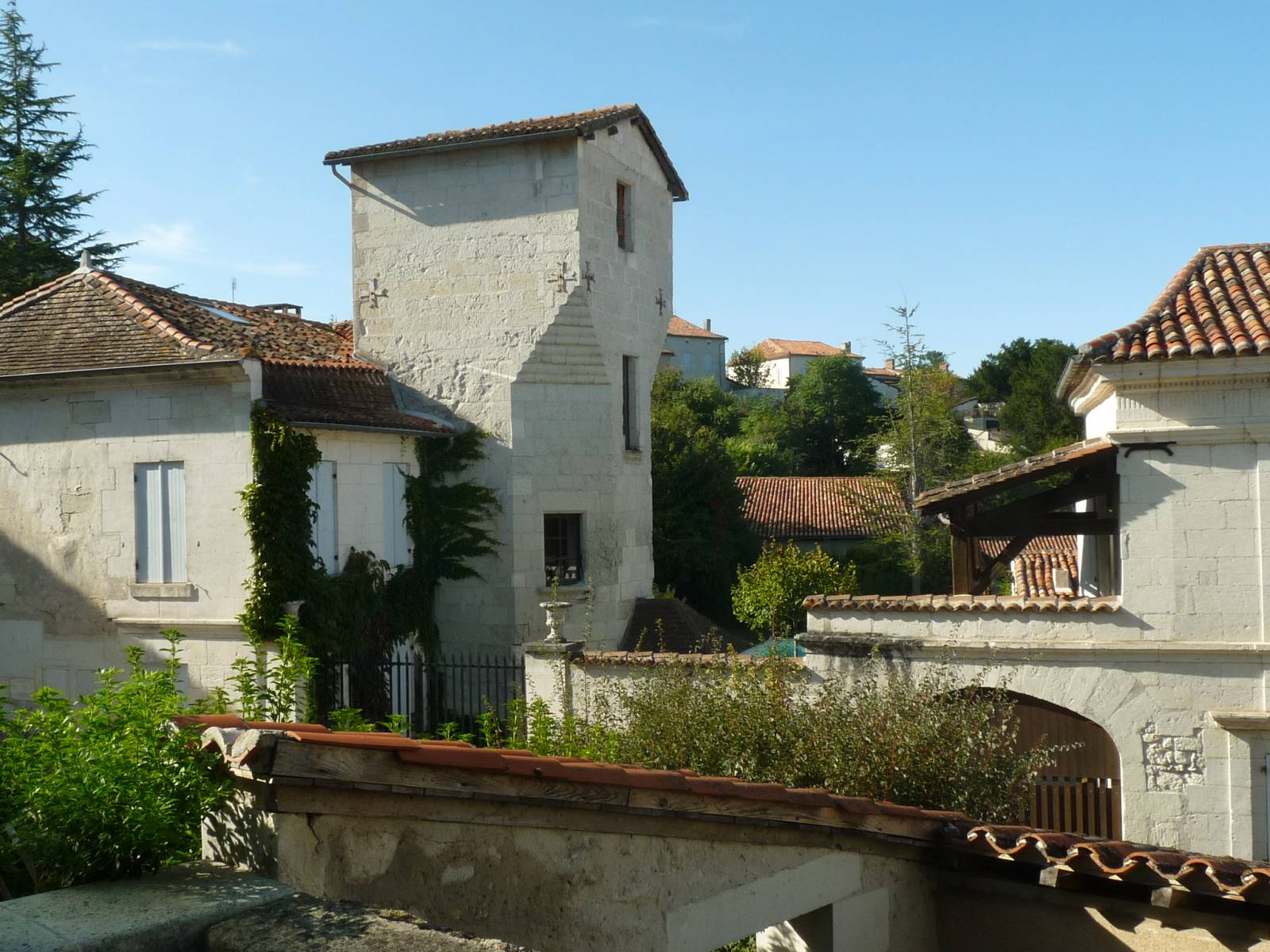
La tour des Apôtres.

### Personnalités liées à la commune
- François d'Esparbès-Lussan (vers 1571 † 1628), vicomte d'Aubeterre, maréchal de France.
- Henri Joseph Bouchard d'Esparbès de Lussan (24 janvier 1714 – 28 août 1788), marquis d'Aubeterre, maréchal de France.
- Jean-Pierre Rateau (1800-1887), homme politique, né à Aubeterre.
- Ludovic Trarieux (1840-1904), avocat, fondateur et premier président de la Ligue française pour la défense des droits de l'homme et du citoyen, est né à Aubeterre. Au centre de la place qui porte son nom, son buste, inauguré en 1928 fait face à sa maison natale[58]. Ce buste a été fondu sous l'occupation allemande et un nouveau a été installé en 1958 avant de disparaitre en 1987 et de revenir en 1991[58].
- Pierre Véry, né à Bellon le 17 novembre 1900 et mort à Paris le 12 octobre 1960, est un écrivain et scénariste français, auteur, entre autres, des Disparus de Saint-Agil. Un petit musée a été ouvert, le 21 juin 2008, dans sa résidence secondaire d'Aubeterre, à l'instigation de son fils Noël Véry, lui-même célèbre opérateur cinématographique et promoteur en France du procédé steadicam.
- Paulette Merval, née Paulette Riffaud (de vieille famille aubeterrienne) le 3 novembre 1920 à La Roche-Chalais et décédée le 21 juin 2009 à Bordeaux, et Marcel Merkès né le 7 juillet 1920 à Bordeaux et mort le 30 mars 2007 à Pessac. Ils furent un couple mythique de l'opérette, se mariant 10 500 fois à la scène. Ils possédaient le domaine de Baisevigne où ils aimaient venir se reposer entre deux séries de spectacles au théâtre Mogador à Paris.
- Roger Vivier, né le 13 novembre 1907 à Paris et mort le 2 octobre 1998 à Toulouse, styliste français spécialisé dans la chaussure, propriétaire du Château d'Aubeterre de 1976 à 1990,  où il présente de sa collection d’œuvres d’art.

### Héraldique
| Blason de Aubeterre-sur-Dronne | Blason  | Losangé d'or et d'azur, au chef de gueules.                                                                                          |
| Blason de Aubeterre-sur-Dronne | Détails | Selon d'Hozier, la ville porte : De vair à un chef componné d'argent et de gueules. Le statut officiel du blason reste à déterminer. |